# 明治座
明治座（めいじざ）は、東京都中央区日本橋浜町二丁目にある劇場。運営は株式会社明治座（かぶしきかいしゃめいじざ、英: Meijiza Co., Ltd.）である。

## 概要
明治時代からの長い歴史を持つ「日本橋明治座」は、「銀座歌舞伎座」「新橋演舞場」「お堀端帝劇」などとともに、東京を代表する劇場として親しまれてきた。明治座は戦前から戦後昭和の一時期までは、歌舞伎や新派の殿堂として知られた。また、大正時代の一時期は野球部を保有していた。その後は時代劇公演や、時代劇俳優や演歌歌手など年配に好まれる芸能人が座長となった歌謡ショー形態の公演（座長公演）が中心となった。
2000年代に入るとテレビ局との提携による現代劇や観劇者の世代を引き下げたミュージカル形態の公演も行われるようになった。舞台設備には、宙乗り装置も常備されている。各階のロビーには所蔵絵画が多数展示されており、美術館のような雰囲気を醸し出している。
公演方式は他の劇場とは異なり、30分程度の幕間（休憩時間）を1・2回挟む。劇場内に大人数に対応した食堂や喫茶コーナーがあり、休憩時間を利用して客を誘導するシステムとなっている（食堂は一部事前予約制）。飲食店のほかにもロビーには売店が多数あり、公演にちなんだ土産品や衣料品雑貨などを販売している。エントランス脇の受付でオペラグラスの貸出を行っており、貸出料は一律500円、保証料は一般的なオペラグラスで2000円、高機能なカブキグラスで5000円となっている。弁当製造部門は明治座本体が運営しており、江東区東砂に工場があり劇場で供されるほか、都内へケータリングも行っている。西京漬は単体で主力商品としている。
福岡県福岡市博多区の博多座で年1回の割合で舞台を制作していたが、2024年には外部公演の制作のために新会社・明治座プロモーションも設立（初公演は翌2025年）した。また、明治座グループとして都内を中心に外食産業も手掛けている（過去には俳優養成機関である明治座アカデミーの運営も行っていた）。

## 歴史
本劇場の前身は江戸時代末期に両国にあった富田三兄弟による菰張芝居 (こもを巡らしただけの芝居小屋) で、1873年（明治6年）の両国橋畔の興行禁止令により、久松町 に移転し喜昇座（きしょうざ）として創建された。初期には焼失と再建を繰り返しながら成長し、その度に名称も久松座（ひさまつざ）、千歳座（ちとせざ）とめまぐるしく変わっていった。1893年（明治26年）に初代市川左團次が千歳座を買収して座元となり、これを明治座と改称するに及んでやっとその名が落ち着き、今日に至っている。1931年（昭和6年）、明治座は歌舞伎座、新富座、松竹と合併し、松竹興行株式会社になった。
1945年（昭和20年）3月10日の東京大空襲で焼失した明治座は、その残骸をむき出しのまま放置されていた。地元有志の間で明治座復興の気運が盛り上がり、1947年（昭和22年）3月に復興期成会が組織された。「復興期成会」のもとで「株式会社明治座」が設立され、松竹からその所有権を譲渡された。明治座設立発起人準備委員会を開いたのは、復興期成会結成から3年近くも経った1949年（昭和24年）11月だった。発起人総代に三輪善兵衛（ミツワ石鹸社長）、副総代に新田新作（國粹会生井一家人形町貸元、新田建設社長）、準備委員に松坂屋の伊藤鈴三郎、松竹の大谷竹次郎などが名を連ね、料亭「玄冶店 濱田家」を営む三田政吉も参加した。建設は新田建設が請け負い、新田新作が社長に就任し、1950年（昭和25年）11月30日に開場に漕ぎ着けた。総工費一億三千万円。初日の演目は、壽式三番叟であった。
1956年（昭和31年）に社長の新田が急逝し、社外役員だった三田政吉が明治座代表取締役専務となり、同年に漏電のため焼失した明治座の再建に尽力する。三田政吉は1967年に社長、1993年に明治座代表取締役会長となる。2002年から、政吉の長男である三田芳裕が社長を務めている。
1993年からは、再開発で建て替えた賃貸オフィスビルの浜町センタービル低層階を占める形となっている。エスカレーターやエレベーターを備え、客席には車椅子スペースの設置など、バリアフリーを導入している。

## 沿革
1873年（明治6年）に開場して以来、130年以上の歴史と伝統を誇る。戦前は松竹が経営していたが、戦後は新田建設の新田新作が中心となり、株式会社明治座を設立して運営。以降、基本的に自主興行を続けている。
- 1850年頃 - 西両国広小路において三人兄弟の芝居「喜昇座」として始まった。当時は寺社の境内の小屋掛けで興行する宮地芝居だった。[10]
- 1872年（明治5年） - 官許の劇場が江戸三座から東京十座に改定される[10]
- 1873年（明治6年） - 日本橋久松町河岸に喜昇座が開場し、東京十座のひとつとなる[10][注釈 1]。
- 1879年（明治12年） - 堀田正倫の資金援助により大改築を行い、久松座と改称。
- 1880年（明治13年） - 火災で焼失。
- 1885年（明治18年） - 千歳座と改称して新築開業。
- 1890年（明治23年） - 火災で焼失。再建。
- 1893年（明治26年） - 初代市川左團次が千歳座を買収して座元となり、明治座と改称。
- 1911年（大正元年） - 座主が、新派俳優の伊井容峰となる。
- 1917年（大正6年） - 松竹合名会社に経営権が移る。
- 1923年（大正12年） - 関東大震災で焼失。
- 1928年（昭和3年） - 浜町に移転し、再建。
- 1945年（昭和20年） - 東京大空襲で焼失。
- 1950年（昭和25年） - 株式会社明治座設立。再建。
- 1957年（昭和32年） - 漏電を原因とする火災が発生、再び焼失。
- 1958年（昭和33年） - 再建。
- 1960年（昭和35年） - 株式会社芳町会館設立。
- 1964年（昭和39年） - 株式会社明治座美術センター設立。
- 1966年（昭和41年） - 株式会社明治座美術センターを明治製作所に社名変更。
- 1970年（昭和45年） - 明治座舞台株式会社を設立。
- 1972年（昭和47年） - 株式会社明食設立。
- 1976年（昭和51年） - 森下ビル購入。
- 1986年（昭和61年） - 株式会社明食を明治座事業株式会社に社名変更。
- 1990年（平成2年） - 老朽化で興行休止。株式会社明治製作所を株式会社エス・ピー・ディー明治に社名変更。森下営業所開業。
- 1993年（平成5年） - 浜町センタービル内に創建から7代目となる新明治座が開場。明治座百年記念公演開催。浜町センタービル竣工。
- 1994年（平成6年） - 株式会社帝劇濱田家が株式会社新宿浜田家を吸収合併、社名を株式会社明治座フードコミュニティーに変更。
- 1999年（平成11年） - 株式会社エムエス・ファーマシー設立。
- 2003年（平成15年） - 町屋営業所開業。株式会社明治座アートクリエイト設立。
- 2006年（平成18年） - 明治座ダイニングプロモーション設立。
- 2009年（平成21年） - 料飲事業本部、江東区森下より江東区東砂に移転。東砂営業所開業。株式会社伊勢の株式を取得し子会社とする。
- 2011年（平成23年） - 明治座森下スタジオ開業。
- 2016年（平成28年） - 株式会社アーヌエヌエ設立。
- 2019年（平成31年） - 明治座創業145年を記念し、アート集団チームラボ制作のデジタルテクノロジーを使用した新しい緞帳「四季喜昇座 - 時を紡ぐ緞帳」を公開（2021年に公開終了）。
- 2020年（令和2年） - 株式会社明治座無償減資、資本金1億円。
- 2023年（令和5年） - 明治座150年記念公演開催。
- 2024年（令和6年） - 2025年を以て建替のため長期休館の帝国劇場を運営する東宝と複数年・複数月の貸館契約を締結。株式会社明治座プロモーション設立。

## 交通
鉄道
- 都営地下鉄新宿線○浜町駅 すぐ
- 都営地下鉄浅草線○人形町駅 徒歩7分
- 東京メトロ日比谷線○人形町駅 徒歩7分
- 東京メトロ半蔵門線○水天宮前駅 徒歩10分

路線バス
- 中央区コミュニティバス（江戸バス）北循環「浜町駅（明治座前）」
- 都営バス秋26系統・錦11系統「浜町中の橋」

## ギャラリー

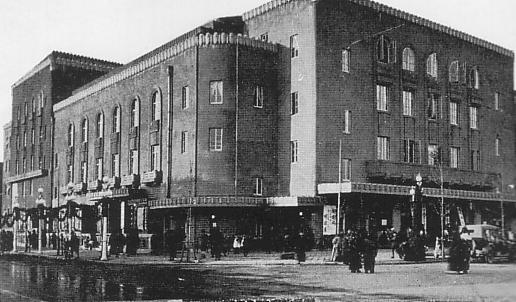
関東大震災後に復興した明治座（1933年撮影）
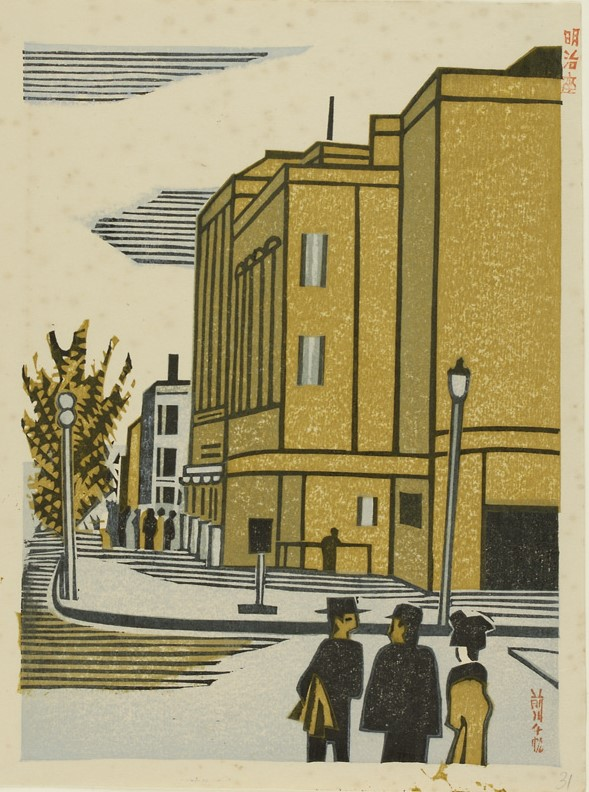
前川千帆「明治座」1930年前後
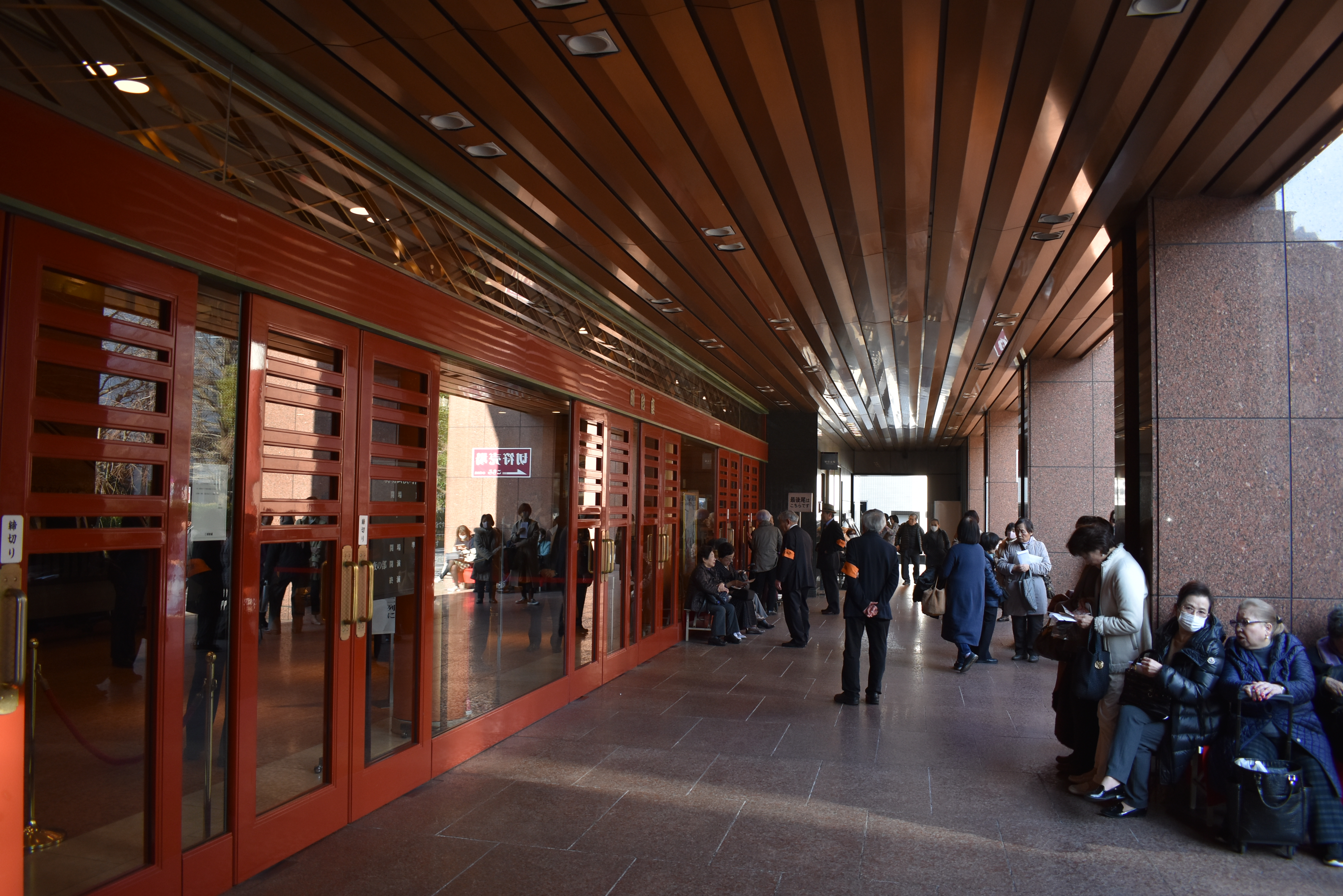
エントランス周り（2020年2月15日撮影）
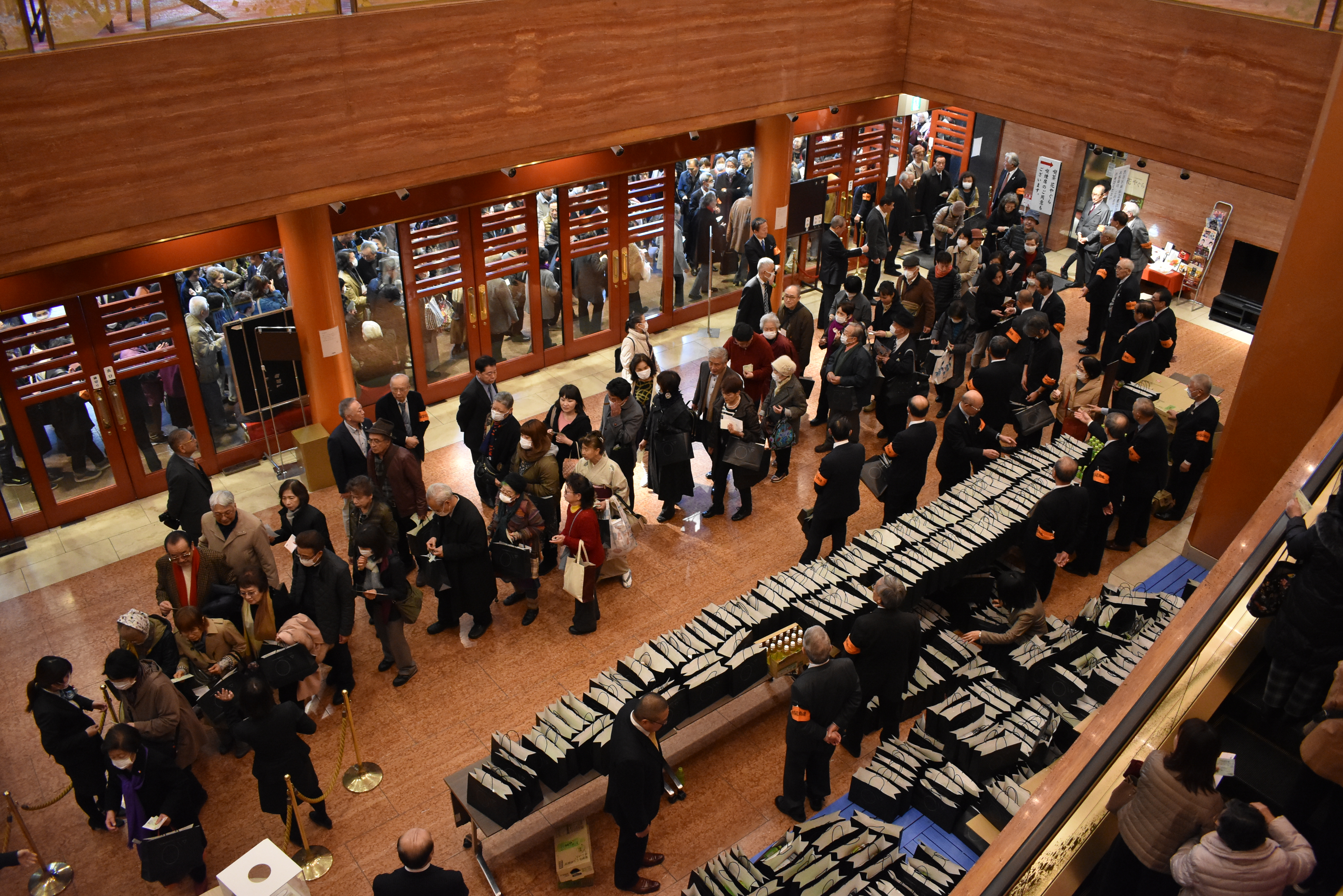
2階よりロビーを見下ろす（2020年2月15日撮影）
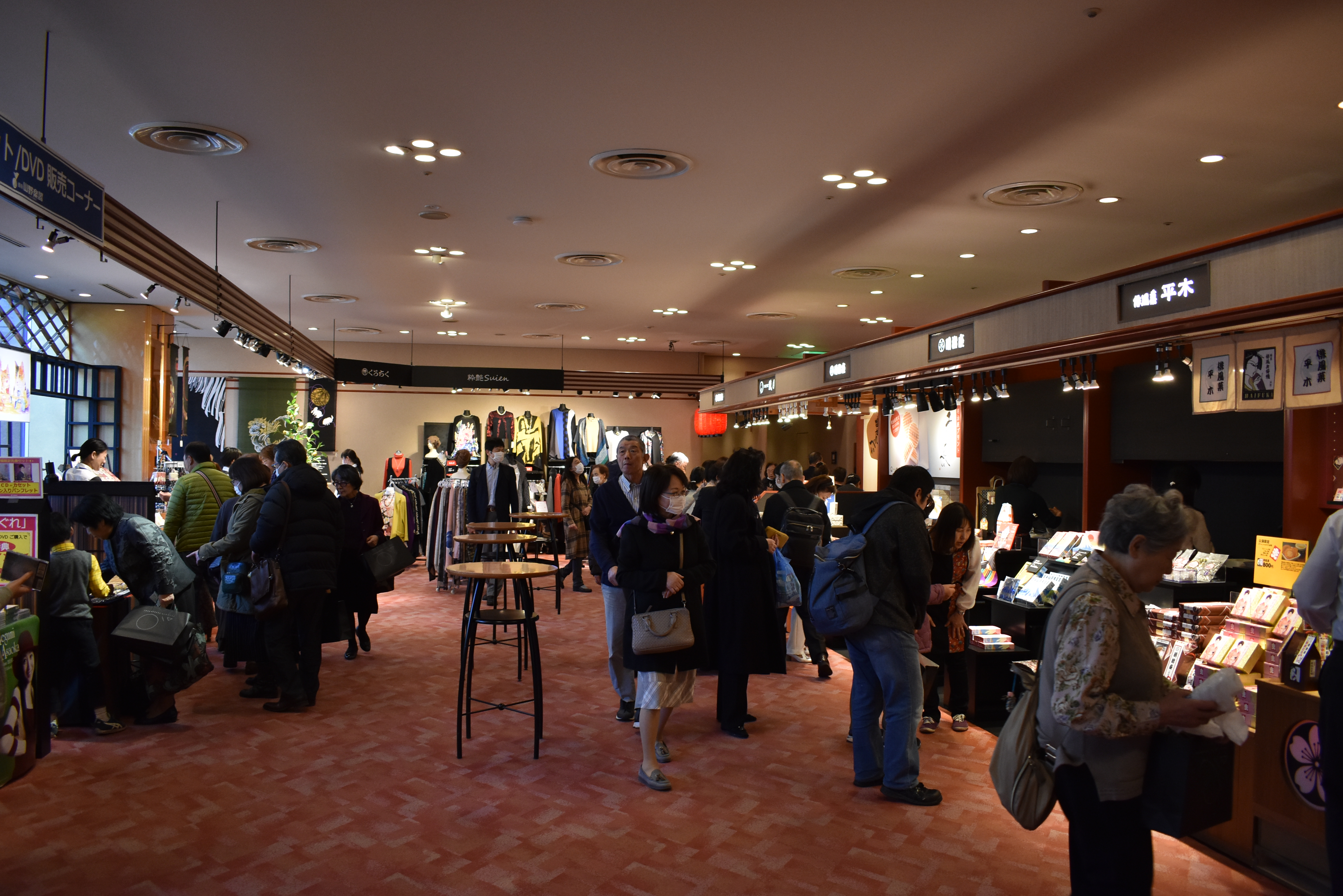
3階売店（2020年2月15日撮影）
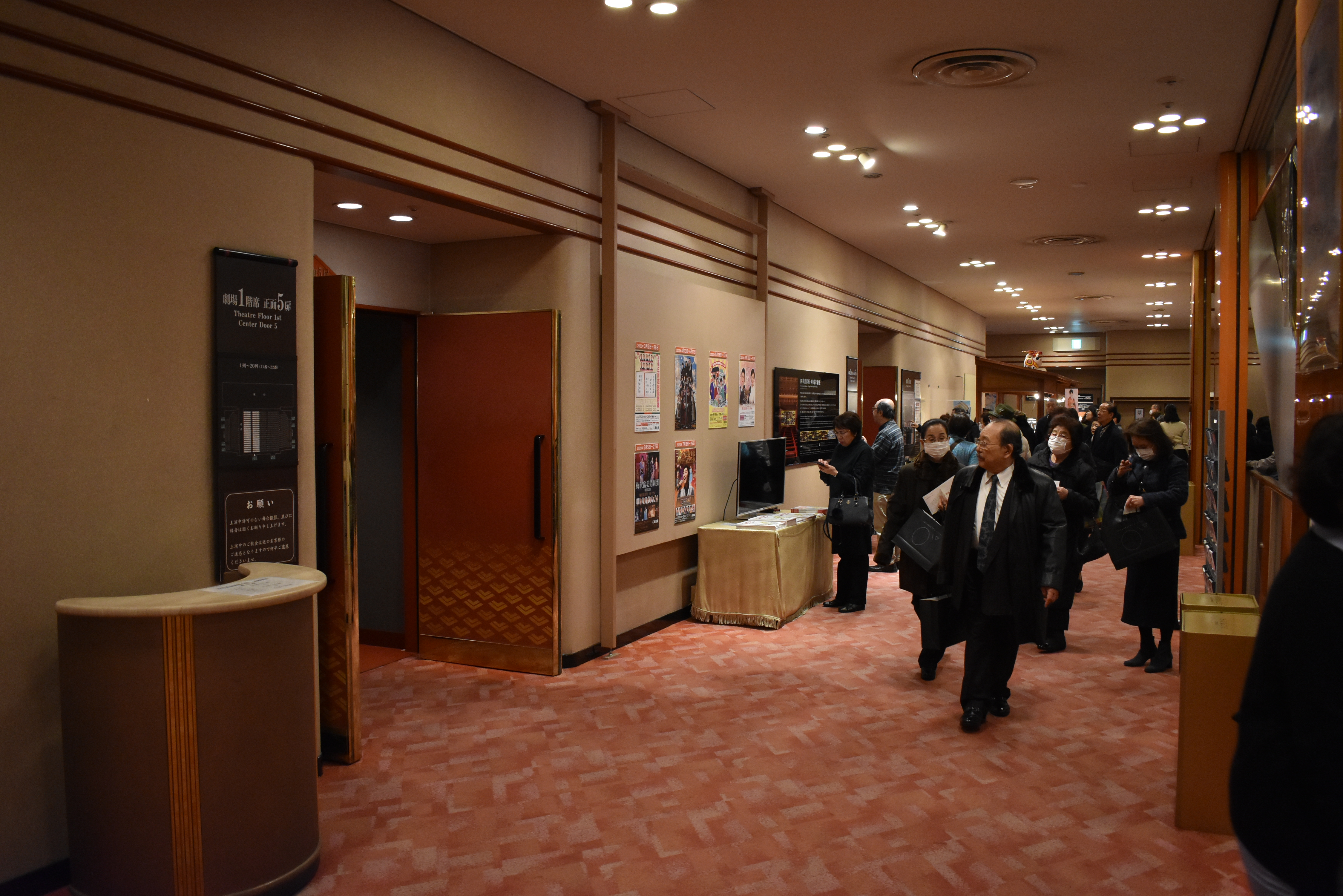
3階ホワイエ（2020年2月15日撮影）
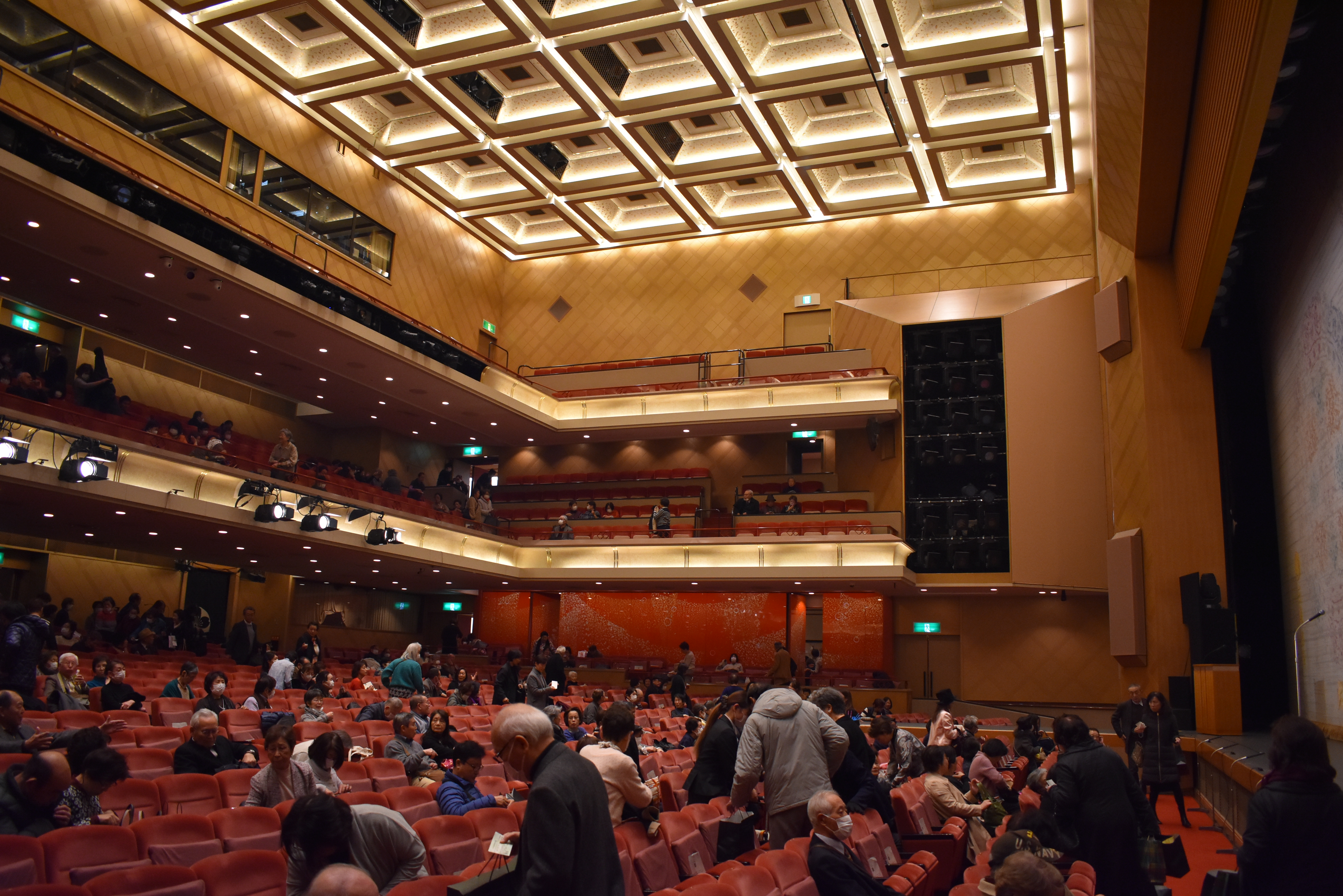
3階ホール（2020年2月15日撮影）
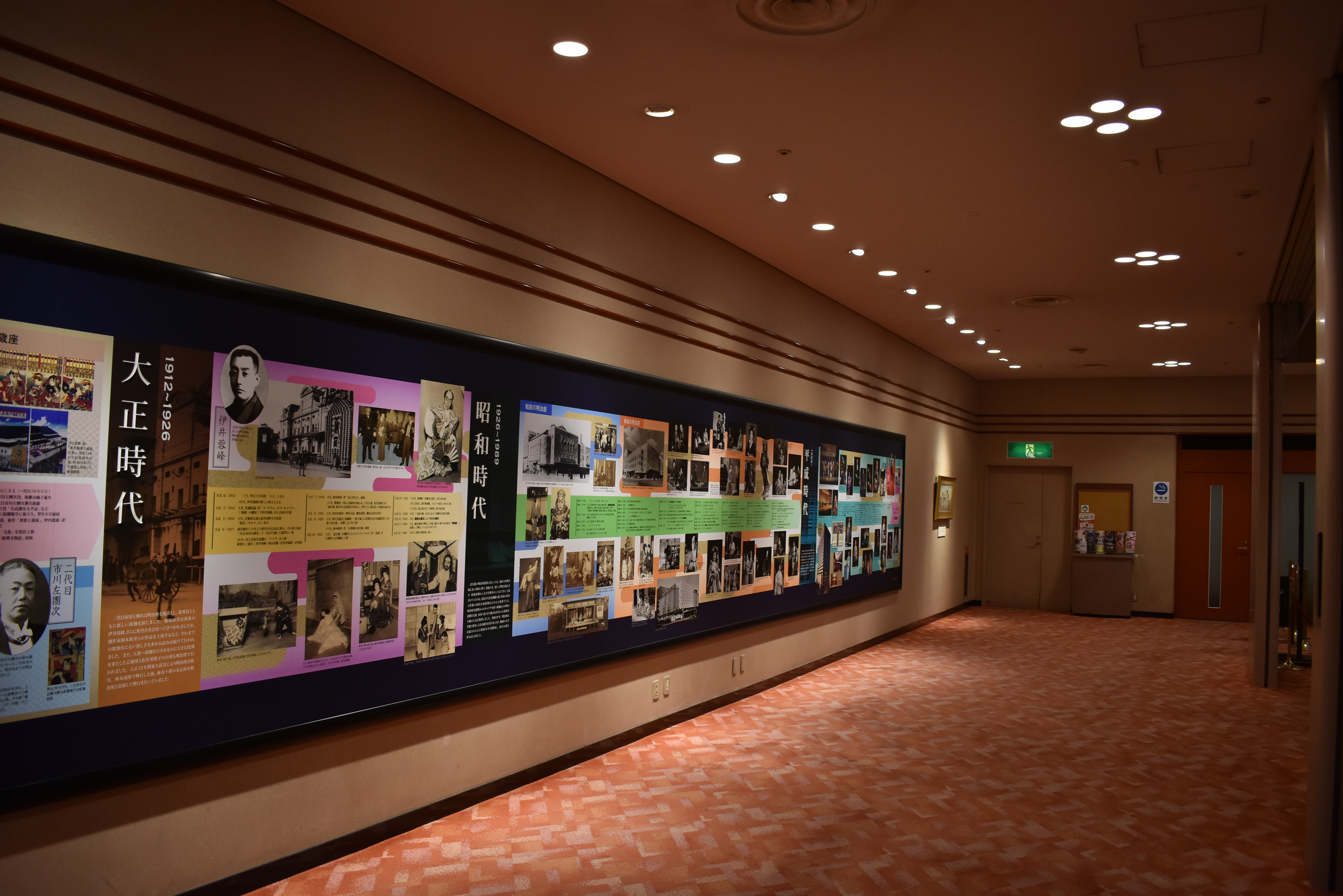
2階ホワイエ（2020年2月15日撮影）